# داوید ایفری
داوید ایفری (انگلیسی: David Ivry؛ زادهٔ ۱۹۳۴) دیپلمات، سیاستمدار و سرلشکر بازنشسته نیروی هوایی اسرائیل است، که از ۱۹۷۷ تا ۱۹۸۲ نهمین فرمانده نیروی هوایی اسرائیل بود و در فاصله سال‌های ۱۹۸۳ تا ۱۹۸۵ به‌عنوان جانشین رئیس ستاد کل نیروهای دفاعی اسرائیل فعالیت می‌کرد. وی از ۱۹۹۹ تا ۲۰۰۰ نخستین مشاور امنیت ملی اسرائیل بود.
ایفری فعالیت نظامی را از سال ۱۹۵۲ در نیروهای دفاعی اسرائیل آغاز کرد، از ۱۹۶۳ تا ۱۹۶۴ فرماندهی اسکادران ۱۰۹ را برعهده داشت، در فاصله سال‌های ۱۹۶۴ تا ۱۹۶۶ فرمانده اسکادران ۱۱۷ بود، از ۱۹۶۶ تا ۱۹۶۸ به‌عنوان فرمانده آکادمی نیروی هوایی اسرائیل فعالیت می‌کرد و از ۱۹۶۸ تا ۱۹۷۰ فرماندهی لشکر ۳ هوایی را برعهده داشت.
او در فاصله سال‌های ۱۹۷۰ تا ۱۹۷۳ فرمانده پایگاه هوایی تل نوف بود، از ۱۹۸۲ تا ۱۹۸۳ ریاست هیئت مدیره صنایع هوافضای اسرائیل را برعهده داشت، در فاصله سال‌های ۱۹۸۶ تا ۱۹۹۶ به‌عنوان مدیرکل وزارت دفاع اسرائیل فعالیت می‌کرد و از ۲۰۰۰ تا ۲۰۰۲ سفیر اسرائیل در آمریکا بود.